# Stenelmis alluaudi
Stenelmis alluaudi là một loài bọ cánh cứng trong họ Elmidae. Loài này được Grovelle miêu tả khoa học năm 1906.